# Neodarvinizam
Neodarvinizam je 'moderna sinteza' darvinističke evolucije putem prirodne selekcije i Mendelova nasljeđivanja, potonjeg kao skupa primarnih tvrdnja koje specificiraju da evolucija uključuje prijenos karakteristika s roditelja na dijete putem mehanizma genetičkog transfera umjesto 'procesa miješanja' premendelovske evolucijske znanosti. Neodarvinizam također može označivati Darwinove ideje prirodne selekcije odvojene od njegove hipoteze pangeneze kao lamarkističkog vrela varijacije koji uključuje miješano nasljeđivanje.
Kao dio neslaganja o tome da li je sama prirodna selekcija dovoljna za objašnjenje specijacije, George Romanes skovao je termin neodarvinizam da označi verziju evolucije koju su zagovarali Alfred Russel Wallace i August Weismann s njegovom snažnom ovisnošću o prirodnoj selekciji. Weismann i Wallace odbacili su lamarkističku ideju nasljeđivanja stečenih karakteristika što je bilo nešto što Darwin nije eliminirao. Termin je prvi put uporabljen 1895. godine radi objašnjenja da se evolucija zbiva samo putem prirodne selekcije, drugim riječima, bez ikakva mehanizma koji uključuje nasljeđivanje stečenih karakteristika koje su rezultat uporabe ili neuporabe. Potpuno odbacivanje lamarkizma ovih dvaju znanstvenika proizašlo je iz Weismannove teorije zametne plazme. Weismann je shvatio da se stanice koje proizvode zametnu plazmu, ili gamete (poput spermija i jajašca u životinja), odvajaju od somatskih stanica, koje nastavljaju tvoriti ostala tjelesna tkiva, u ranom stadiju razvoja. Budući da nije mogao vidjeti nikakvo očito sredstvo komunikacije između ovih dvaju stanica, tvrdio je da je nasljeđivanje stečenih karakteristika stoga nemoguće; zaključak danas znan kao Weismannova barijera.
Od 1880-ih do 1930-ih termin se nastavio primjenjivati na panselekcionističku školu koja je dokazivala da je prirodna selekcija glavni i možda jedini uzrok sve evolucije. Otada do oko 1947. godine termin se rabio za panselekcionističke sljedbenike R. A. Fishera.

## Moderna evolucijska sinteza
Od oko 1937. do 1950., razvojem moderne evolucijske sinteze, sada općepoznate kao sintetički pogled na evoluciju ili moderna sinteza, termin neodarvinistički često se rabi kada se govori o suvremenoj teoriji evolucije. No takvu uporabu neki označuju netočnom; pa Ernst Mayr piše 1984.:
"...termin neodarvinizam za sintetičku teoriju pogrešan je jer je termin neodarvinizam skovao Romanes 1895. godine da bi označio Weismannovu teoriju."
Usprkos takvim prigovorima publikacije kao što je Encyclopædia Britannica rabe ovaj termin da bi označile trenutačnu teoriju evolucije. Ovaj se termin također rabi u znanstvenoj literaturi, pa akademski izdavač Blackwell Publishing govori o "neodarvinizmu kakav se danas prakticira", a neke figure u znanosti o evoluciji poput Richarda Dawkinsa i Stephena Jayja Goulda rabe termin u svojim radovima i predavanjima.

## Više informacija
- teorija razvojnih sustava
- evolucijska razvojna biologija
- neolamarkizam
- simbiogeneza

## Vanjske poveznice
- The Variation of Animals and Plants Under Domestication
- Challenges to neo-Darwinism - Stephen Jay Gould.  Arhivirana inačica izvorne stranice od 3. prosinca 2013. (Wayback Machine)
- Neodarwinism - Richard Dawkins  Arhivirana inačica izvorne stranice od 8. studenoga 2012. (Wayback Machine) Bilješka: u siječnju 2013. ili prije toga referencirani video postao je nedostupan na mreži.